# Volta in folio

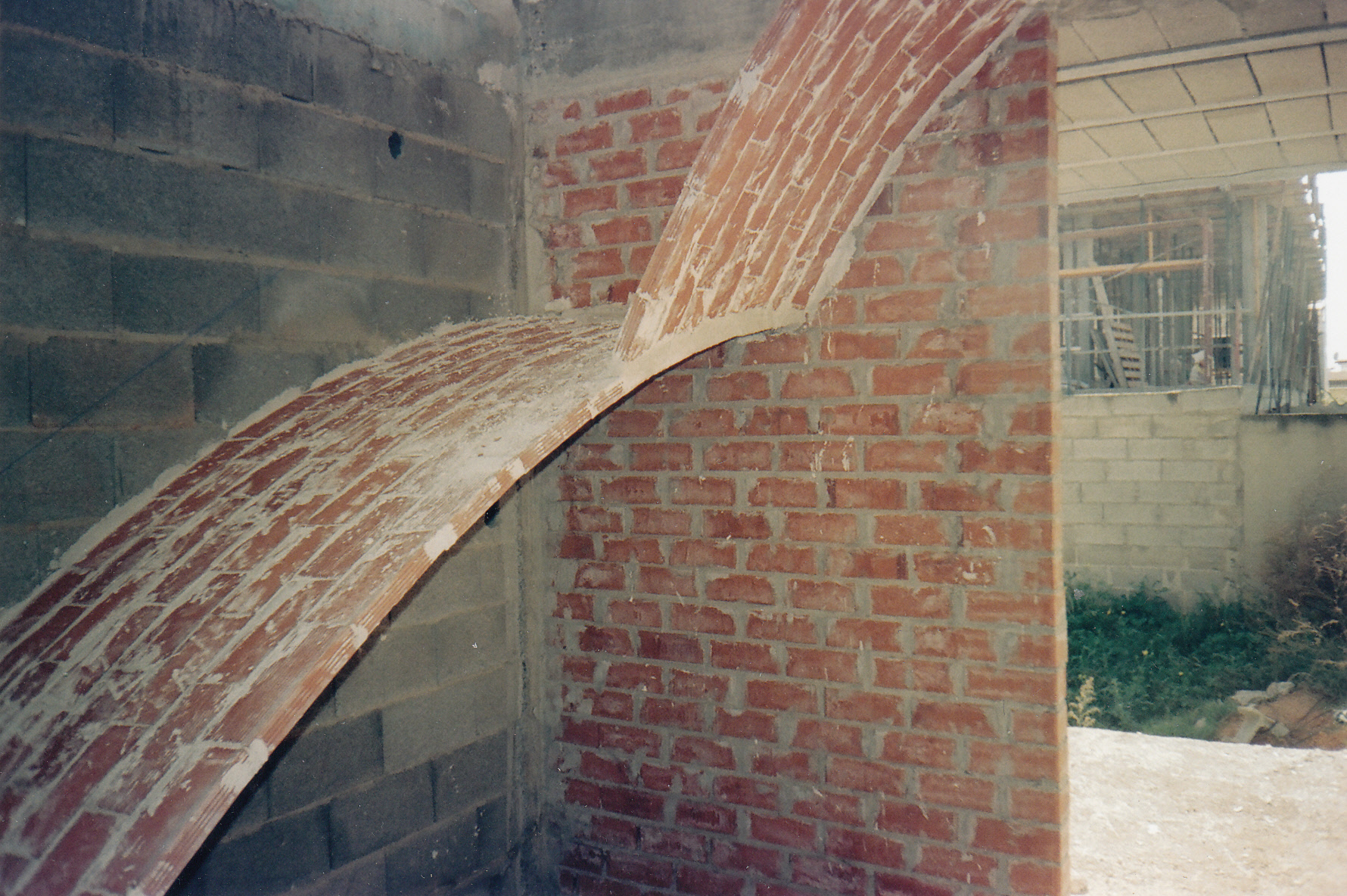
I mattoni di queste volte sono posti come i mattoni del tramezzo dove riposano.

La volta in folio o volta in foglio  , (conosciuta anche come "volta alla siciliana" o "volta alla volterrane") , è un tipo di volta caratterizzata dall'essere normalmente realizzata senza centina, con mattoni leggeri e gesso, incollando i mattoni per i bordi, seguendo una curva predeterminata fino ad ottenere una superficie bombata leggera e autoportante.
Il nome di volta in folio è dovuto al fatto che l'aspetto e il processo costruttivo sono simili a quelli dei tramezzi. In Catalogna e in altre regioni gli vengono attribuiti anche altri nomi locali, sebbene questi non siano appropriati dal punto di vista tecnico. 

## Storia
Questo tipo di volte ha probabilmente avuto origine nell'architettura islamica, avendo trovato precedenti nella Moschea del Venerdì di Isfahan e nelle Moschea della Kasbah e Qubba Barudiyyin a Marrakech. In Europa, i più antichi esempi conosciuti di volte in folio  si trovano nella zauiya sivigliana di Aznalcóllar (della metà del XIII secolo), a Murcia (nei resti archeologici di Siyâza, a Cieza) e nella Comunità Valenciana; cioè, in aree che avevano una significativa popolazione mudéjar durante il Medioevo.
Durante il XIV e il XV secolo la tecnica si diffuse da Valencia all'Aragona e alla Catalogna. Nel XVII secolo Lorenzo de San Nicolás scrisse il primo trattato in spagnolo sulla costruzione di volte piastrellate e un secolo dopo Domingo de Petrés diffuse queste volte nel Vicereame della Nuova Granada, l'attuale Colombia. 
Il conte di Espie e Blondel contribuì alla sua diffusione in Francia con il nome di voûtes plâtes.
Manuali come quello di Manuel Fornés y Gurrea furono pubblicati nel XIX secolo e Rafael Guastavino esportò la tecnica in Nord America.
In seguito fu una tecnica ampiamente utilizzata dagli architetti modernisti, in particolare da Gaudí. Tuttavia, la divulgazione del calcestruzzo armato e il progressivo innalzamento del costo della manodopera necessaria alla sua realizzazione ne fecero cessare di essere economicamente competitivi e nel corso del XX secolo l'uso delle volte a tramezzi venne progressivamente abbandonato, anche se architetti come Luis Moya, Eladio Dieste o Le Corbusier, tra gli altri, continuarono ad usarli.
Negli ultimi decenni l'interesse per questo modo di costruire si è rinnovato. Ad esempio, Norman Foster ha progettato un aeroporto di droni in Ruanda sulla base della volta in mattoni, che ha presentato alla Mostra internazionale di architettura di Venezia nel 2016 e che doveva terminare nel 2020.

## Aspetti geometrici e costruttivi
Come per ogni tipo di volta, la sua resistenza strutturale dipende dalla sua geometria. Con la tecnica del tramezzo è possibile costruire da superfici semplici come volte a botte, volte a vela  e cupole sferiche o ellittiche, come quelle di Guastavino, a superfici rigate e superficie di rotazione più complesse o rinforzabili, come quelle che , per esempio, lo fecero Gaudí e Dieste. Inoltre, possono essere realizzati sia da un unico strato di mattoni che, più spesso, da più.
In ogni caso, il procedimento costruttivo è sempre identico: dopo aver tracciato sulle pareti portanti le direttrice e i generatrice o profilo della superficie da realizzare e, seguendo questi riferimenti, normalmente senza l'utilizzo di falsi manufatti di alcun tipo, si creano file successive di mattoni leggeri e pesanti. di pochissimo spessore che si incollano per i bordi fino a chiudere la superficie nel centro geometrico della zona da ricoprire. Nel primo strato è fondamentale utilizzare gesso come legante, poiché indurisce rapidamente, ma negli strati successivi si utilizzano sempre malte più resistenti alle sollecitazioni e all'umidità, come malta de calce o, modernamente, cemento Portland, posizionando i mattoni in modo che i giunti di ogni strato abbiano un angolo diverso rispetto ai giunti degli strati adiacenti per ottenere un insieme più forte.
In Estremadura (principalmente la provincia di Badajoz e il sud di Cáceres) e la confinante regione portoghese dell'Alentejo, si tratta solitamente di volte a crociera monostrato, con mattoni forati semplici o pieni di piccolo spessore e due archi ellittici (sarebbero davvero due toroidi) che si intersecano al centro della stanza coperta, formando spigoli dagli angoli.  Nella Comunità Valenciana sono tipiche le cupole a doppio guscio, quella esterna a sostegno di un tetto e quella interna a scopo decorativo, lasciando un camera d'aria visitabile tra i due. In Catalogna sono frequenti le volte a botte ribassate e, negli edifici modernisti, le forme paraboloide.
Fino a tempi molto recenti era molto comune in quasi tutta la Spagna formare la struttura delle scale a volte in folio, quasi sempre a più strati ea forma di catenaria capovolta, non essendo necessario l'uso di tramezzi, risultando più economico che fare la scala di cemento armato.

## Esempi

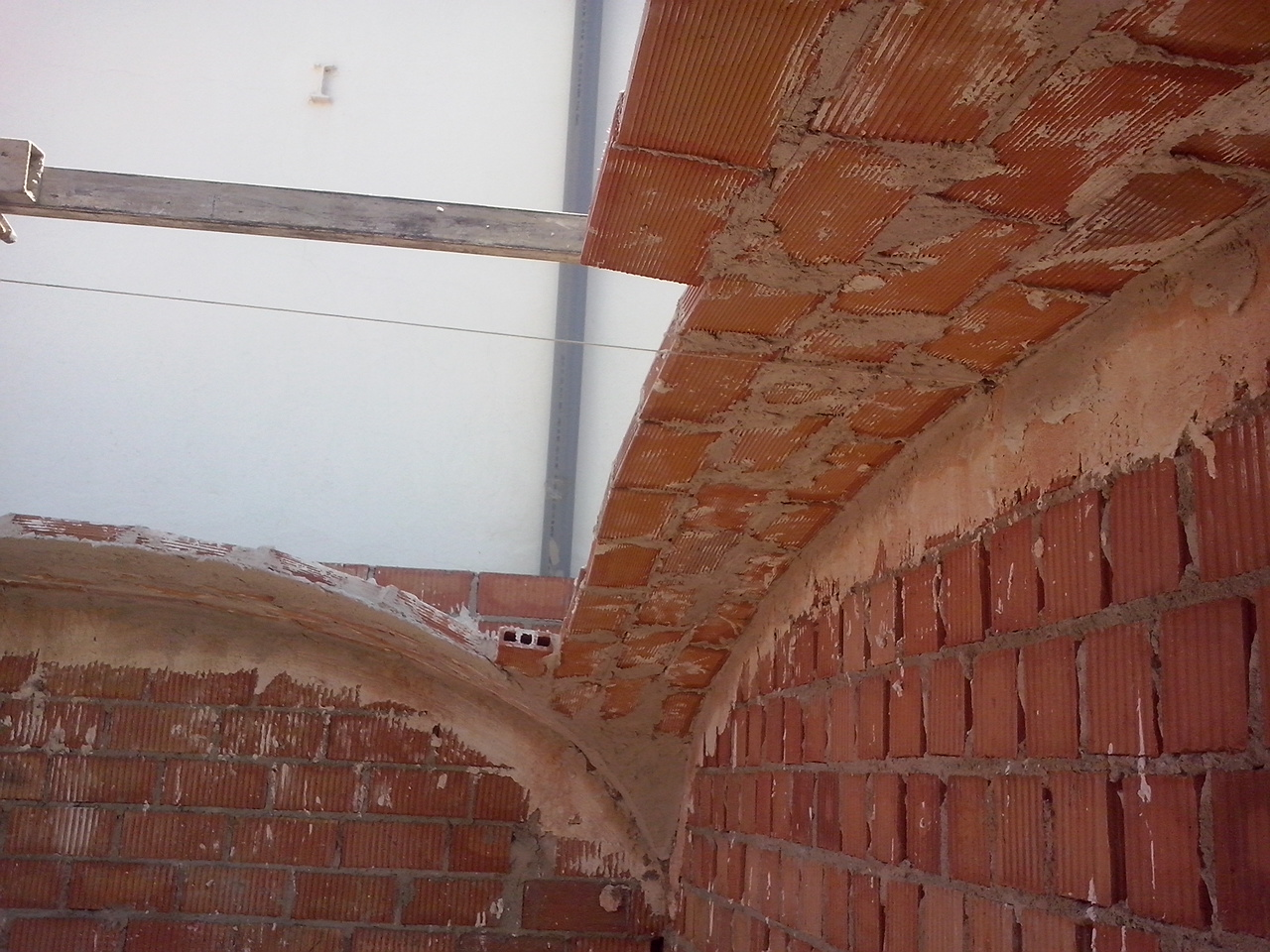
Primi piatti di una volta in folio inguinale.
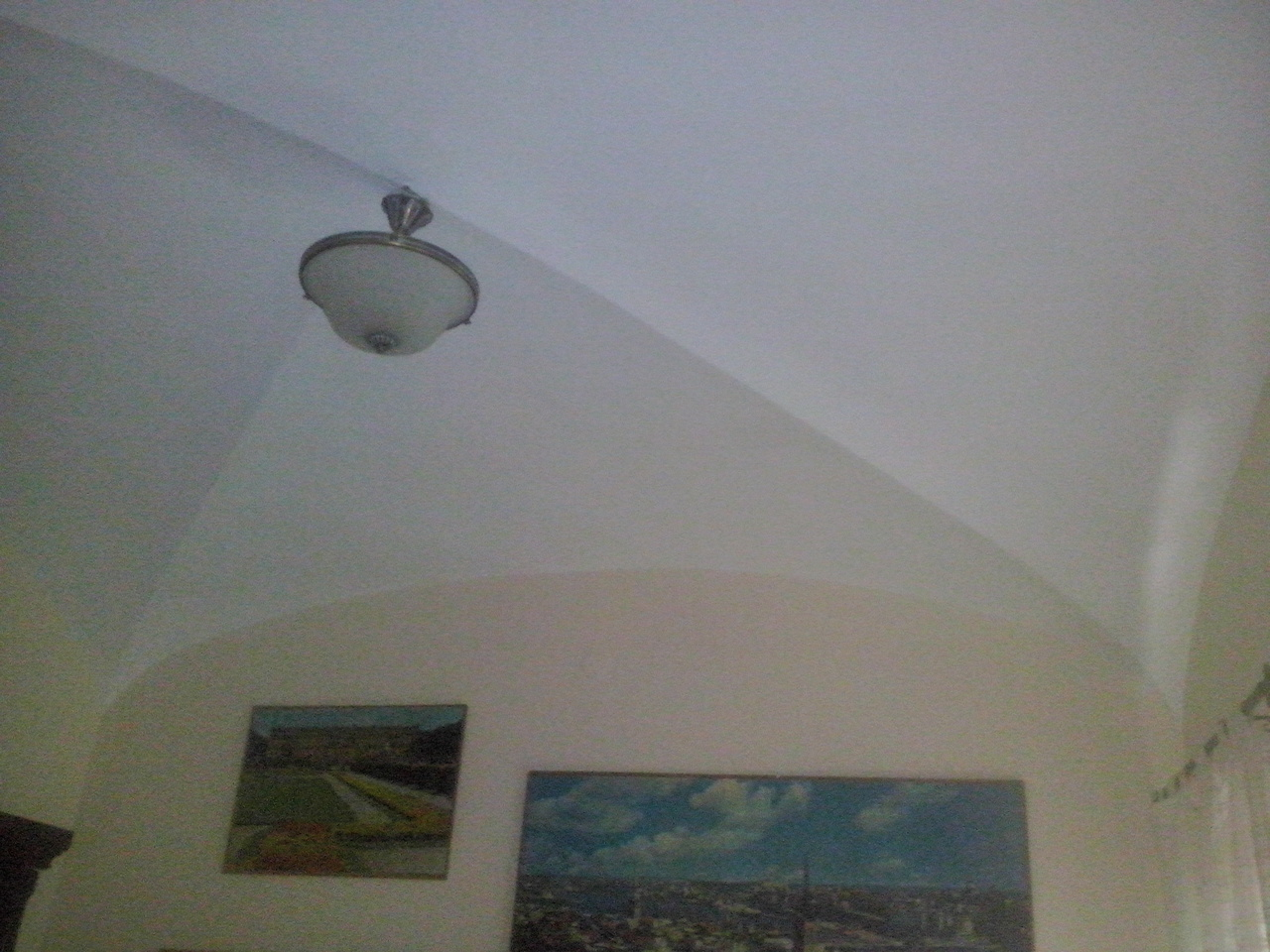
Volta a crociera piastrellata, tipica dell'Estremadura.
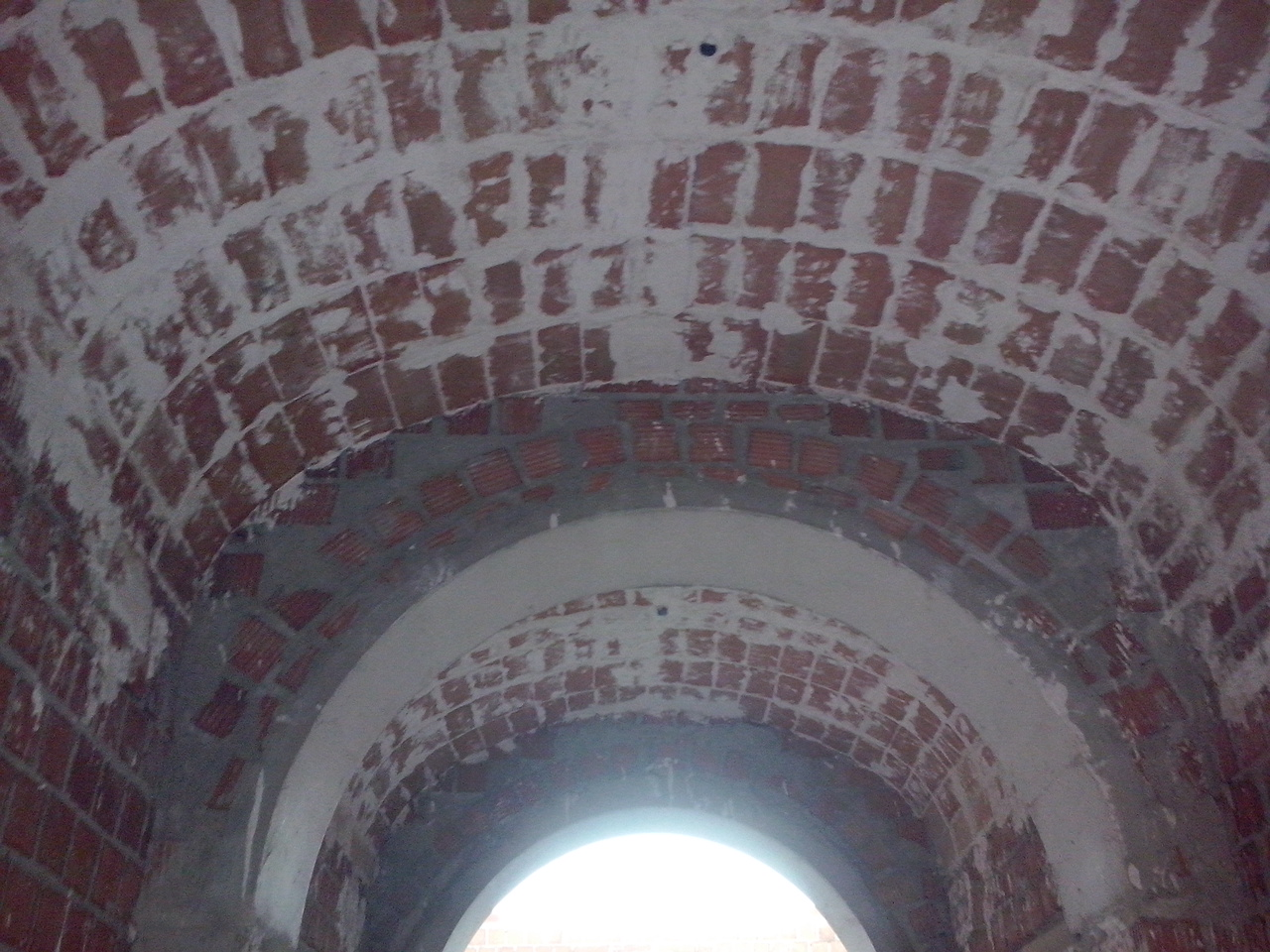
Realizzazione di una volta a botte ellittica.
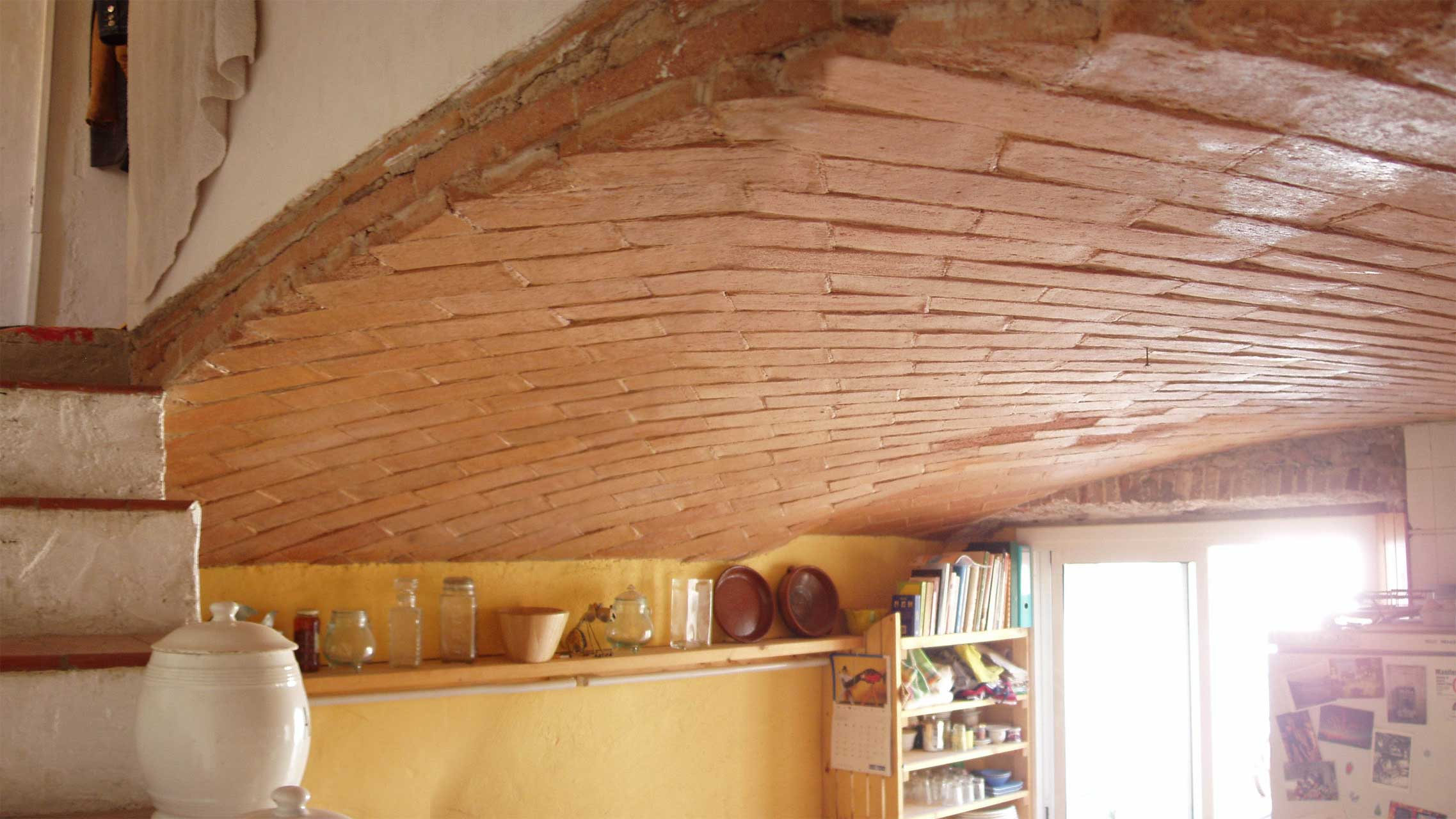
Volta ribassata in folio in una casa a Barcellona
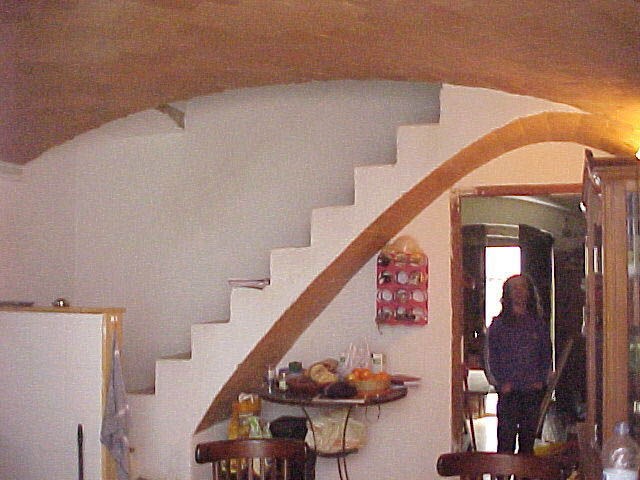
Volta in folio della scala.